# Albert de Broglie
Jacques Victor Albert Broglie hercege (Párizs, 1821. június 13. –  Párizs, 1901. január 19.)  francia történész, diplomata, politikus, Victor de Broglie fia. A Harmadik Köztársaság 2. és 7. miniszterelnöke.

## Politikai pályafutása
Jogász diplomát szerzett, és karrierjét diplomataként kezdte. 1845-ben Rómában volt követségi első titkár édesapja mellett. 1848-ban leköszönt, a Revue des Deux Mondes munkatársa lett. III. Napóleon államcsínye után pedig visszavonult birtokára, és történelmi kutatással és írással foglalkozott. Számos tanulmányt adott ki (II. Frigyesről, XV. Lajosról, Mária Teréziáról, Henri Lacordaire-ről stb.) Történészi munkáját ismerte el a Francia Akadémia, amikor 1863-ban tagjává választotta.  
A császárság bukása után 1871-ben tért vissza újra a politikai életbe. Eure megye képviselőjeként bekerült a nemzetgyűlésbe, ahol a monarchista ellenzék vezetője lett. Adolphe Thiers Londonba küldte követnek, hogy eltávolítsa a politikai színtérről. 1872-ben Broglie lemondásra kényszerült egy francia–angol kereskedelmi szerződést ért bírálatok miatt. Júniusban visszatért, s a liberális monarchia híveivel szövetkezve azzal vádolta Thiers-t, hogy a köztársaságpártiakkal tart. Thiers november 13-án tartott híres felszólalásában kijelentette, hogy kizárólag a konzervatív köztársaságot támogatja. A végrehajtó hatalmat gyakorló Harmincak Bizottságával szembesülve kénytelen volt lemondani május 24-én. Még az este folyamán Broglie utasítására Patrice de Mac-Mahont választották meg elnöknek. Broglie új koalíciós kormányt alakított, és a külügyminiszteri tárcát is átvette. 
Május 26-án meghirdette  az erkölcsi rend (l’ordre moral) elnevezésű konzervatív és klerikális politikai programot, amelynek az volt a célja, hogy előkészítse a királyság visszaállítását, az Orléans-ház dinasztikus jogainak elismertetését. A köztársaságot jelképező Marianne-szobrokat eltávolították a városházákból, a köztársaságpárti hivatalnokokat leváltották, a pap nélküli temetéseken megtagadták a katonai tiszteletadást. A restauráció terve azonban meghiúsult, mert Chambord grófja (X. Károly unokája) nem fogadta el a trikolórt. 
Broglie kezdeményezésére november 20-án megszavazták a mindenkori köztársasági elnök hét évre szóló mandátumát (septennat). Mivel 1874. május 16-án a bikameralizmusra tett javaslatát elutasították, lemondott, és átmenetileg visszavonult a politikai életből.  
1876-ban Eure megye szenátora, amikor Mac-Mahon konfliktusba került Jules Simon miniszterelnökkel, aki 1877. május 16-án lemondott. Mac-Mahon Broglie-re bízta a kormányfői tisztséget és az Igazságügyi Minisztérium vezetését is. Broglie jobboldali kormányt alakított, az ún. „május 16-i kormányt”, amely ellen 363 képviselő tiltakozott kiáltványban. Mivel folyamatosan heves támadások érték a republikánus ellenzék részéről, Broglie feloszlatta a képviselőházat június 25-én. A választási kampány alatt ő és belügyminisztere 40 rendőrfőnököt, 1743 polgármestert és 1400 hivatalnokot váltottak le, akik politikájukat ellenezték. Léon Gambetta Lille-ben tartott beszéde felvillanyozta a köztársaságpártiakat, akiknek sikerült megőrizniük a képviselőházi többséget.
Broglie ellenezte Gambettának azt a javaslatát, hogy vizsgálják ki a kormány törvényellenes eljárásait a választási kampány alatt. S amikor a képviselőház üléseiről azt kiáltották feléje, hogy „Ön nem a jelenkor embere, Broglie herceg úr, Ön arisztokrata maradt, a demokrácia ellensége”, lemondott. 1885-ig maradt tagja a szenátusnak, majd végleg visszavonult a politikától. 1886-tól kezdődően kiadta Emlékiratait.

## Művei
- Système religieux de Leibnitz (1846)
- Études morales et littéraires (1853)
- L’Église et l'Empire romain au IVe s. (1856-69)
- Questions de religion et d’histoire (2 volumes, 1860)
- Nouvelles études de littérature et de morale (1868)
- Frédéric II et Louis XV (1742-1744) (1885)
- Mémoires (1886)
- Le Secret du Roi, correspondance intime de Louis XV de France  avec ses agents diplomatiques (1752-1774) (1888)
- Marie-Thérèse Impératrice (1744-1746) (1888)
- Le Père Lacordaire (1889)
- Maurice de Saxe et le marquis d’Argenson; la Paix d’Aix-la-Chapelle (1891)
- La Paix d’Aix-la-Chapelle (1892)
- L’Alliance autrichienne (1895)
- La Mission de M. de Gontaut-Biron à Berlin (1896)
- Voltaire avant et pendant la guerre de Sept Ans (1898)
- Saint Ambroise (1899)

## Kapcsolódó szócikk
- Franciaország miniszterelnökeinek listája

| Elődje: Jules Dufaure | Franciaország kormányfője 1873. május 24. – 1874. május 22. | Utódja: Ernest Courtot de Cissey |

| Elődje: Jules Simon | Franciaország kormányfője 1877. május 17. – 1877. november 23. | Utódja: Gaëtan de Rochebouët |